# Ducado de Jawor
El Ducado de Jawor (en polaco: Księstwo Jaworskie) era uno de los ducados de Silesia fundado en 1274 como una subdivisión del ducado de Legnica. Estaba gobernado por los Piastas de Silesia, con su capital en Jawor en la Baja Silesia. 

## Geografía

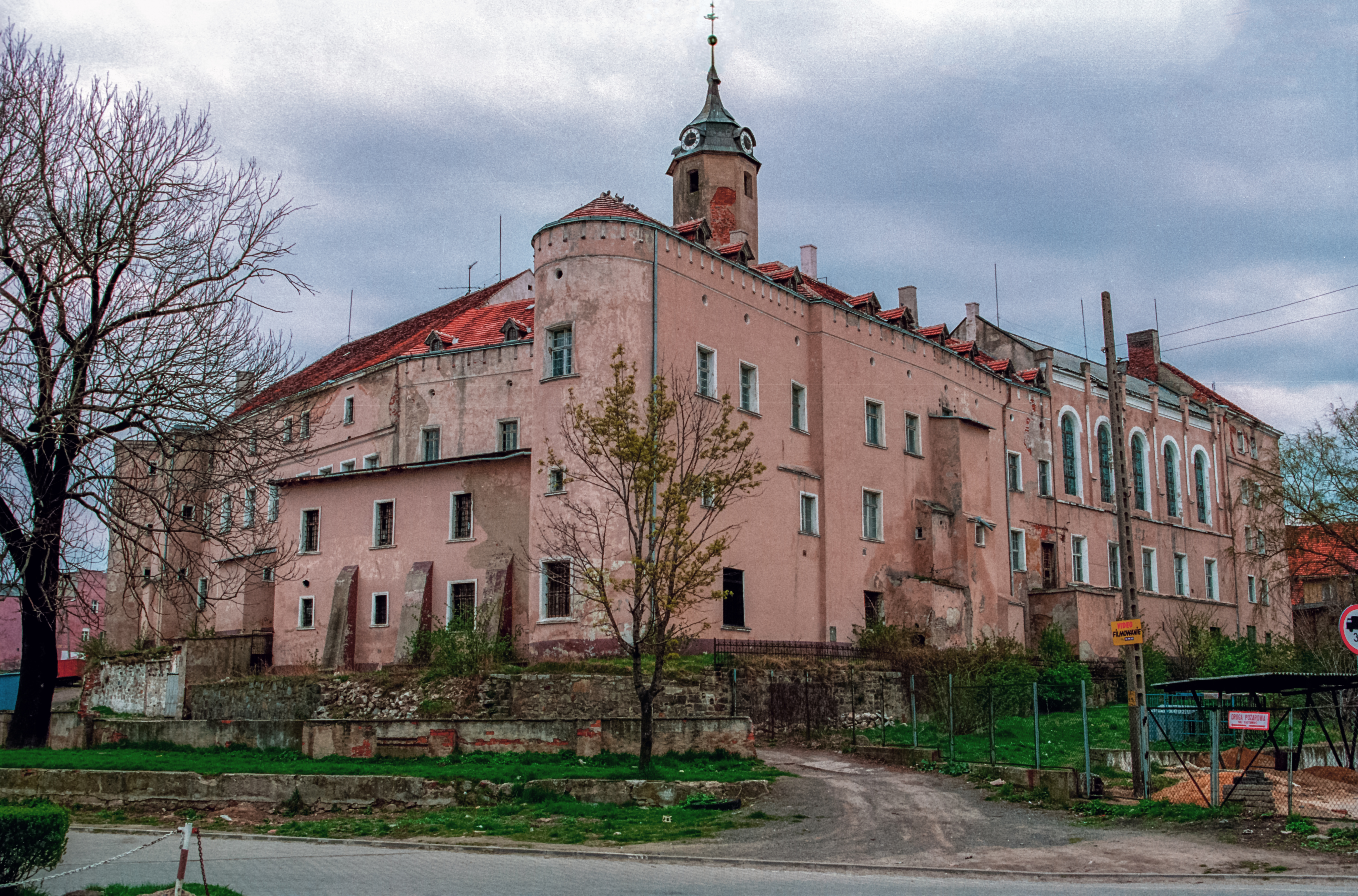
Castillo de Jawor.

El Ducado original se extendía desde Jawor hasta el río Nysa Szalona hacia el oeste a lo largo de las colinas septentrionales de los Sudetes Occidentales hasta los Montes Jizera y el río Kwisa, que formaba la frontera silesa con los antiguos territorios Milcenos de la Alta Lusacia. En el norte bordeaba los restos del ducado de Legnica y al este el ducado de Silesia-Breslavia.
Incluía las ciudades de Bolków, Kamienna Góra, Lubawka, Lwówek, Świerzawa y (desde 1277) Strzegom.

## Historia
El Ducado silesio de Legnica a partir de 1248 estuvo bajo el gobierno del Duque Boleslao II Rogatka. Cuando el hijo mayor de Boleslao, Enrique V el Gordo, sucedió a su padre como Duque de Legnica en 1278, dio la subdivisión de Jawor a sus hermanos menores Bolko I el Estricto y Bernardo el Alegre. En 1281 Bernardo fue hecho Duque de Lwówek en la parte occidental de los territorios de Jawor.

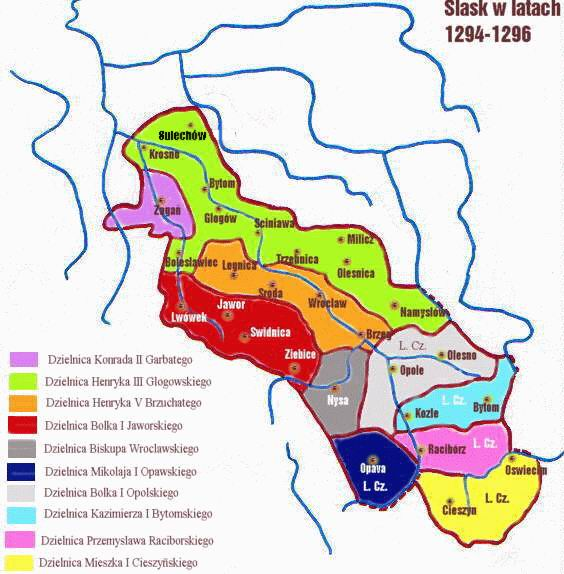
El Ducado de Jawor-Świdnica (en rojo), 1294.

En 1286 Bolko I de nuevo heredó Lwówek de su hermano y en 1291 aun expandió más sus territorios recibiendo Świdnica y Ziębice de su hermano mayor Enrique V de Legnica. Estos territorios habían formado parte del ducado de Silesia-Breslavia, que Enrique V había adquirido a la muerte de su primo el Duque Enrique IV el Justo el año anterior. Enrique V, aunque respaldado por el rey Wenceslao II de Bohemia, estaba necesitado de apoyos para retener sus adquisiciones de Breslavia contra las reclamaciones del Duque rival Enrique III de Glogovia (Głogów). A partir de 1288 Bolko I tuvo erigida una nueva residencia en el Castillo de Książ en las tierras de Świdnica. Por un breve periodo, su ducado algunas veces es conocido como el Ducado de Jawor-Świdnica.
Los intentos de Bolko de obtener el ducado de Nysa fracasaron, sin embargo ocupó Paczków y adquirió Chojnów del Duque Enrique III de Glogovia. Después de su muerte en 1301, sus hijos finalmente se dividieron sus territorios en 1312: los territorios alrededor de Świdnica y Ziębice fueron de nuevo segregados en ducados separados, mientras Jawor fue gobernado por el Duque Enrique I. Después de su muerte en 1346, el ducado fue reunificado con Świdnica bajo el gobierno de su sobrino Bolko II el Menudo. 
Bolko II fue el último duque de los Piastas en retener su independencia del reino de Bohemia; no obstante, como no tenía herederos varones firmó un tratado de herencia con el rey Carlos IV de Luxemburgo, quien contrajo matrimonio con la sobrina de Bolko, Ana von Schweidnitz, en 1353. El duque murió en 1368 y después de la muerte de su viuda Inés de Habsburgo en 1392 el ducado fue finalmente anexado por la Corona de Bohemia.

## Galería

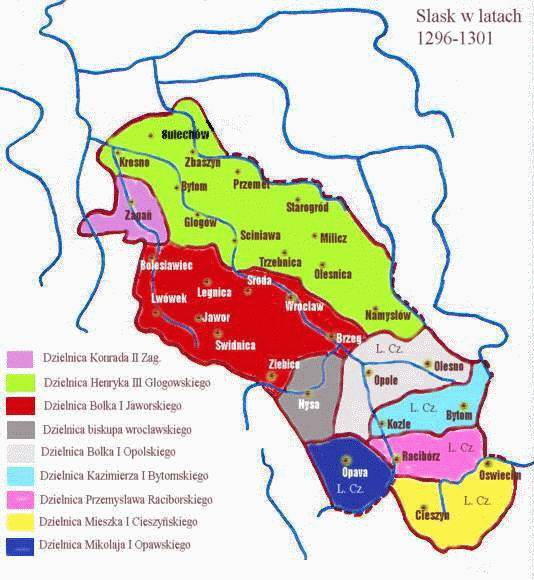
Crecimiento del Ducado de Jawor (en rojo) a finales de la década de 1290
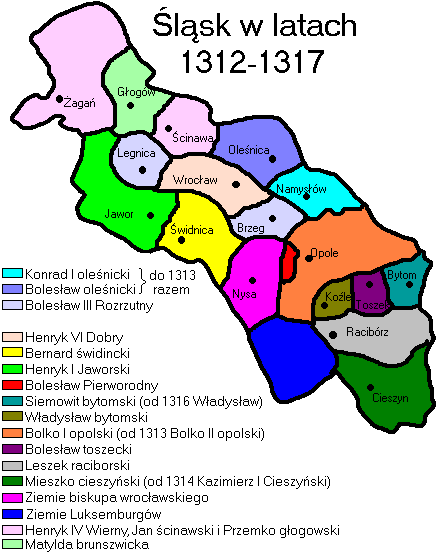
Ducado de Jawor (verde brillante) es reducido a su tamaño original en 1312.